# Ourapteryx formosana
Ourapteryx formosana är en fjärilsart som beskrevs av Matsumura 1910. Ourapteryx formosana ingår i släktet Ourapteryx och familjen mätare. Inga underarter finns listade i Catalogue of Life.